# Parabrahman
Parabrahman (em sânscrito: Para, além; Brahman, o Espírito Universal) é uma expressão usada pelos estudiosos vedantinos e na teosofia para designar o Princípio Uno, a essência de tudo o que forma o cosmo (nos Vedas é citado como Paramatman). Os estudiosos vedantinos ainda o chamam de Sat ("Aquilo") em oposição a Asat (ou prakriti, a natureza objetiva, que é entendida como ilusória).
Ele é o Princípio Onipresente (a Seidade Una, Absoluto ou Raiz Sem Raiz), Eterno, Sem Limites, Imutável e Incognoscível, pois sua compreensão escapa à capacidade da inteligência humana, e que permanece Não-Manifestado. Ele é ao mesmo tempo Existência Absoluta e Não-Existência Absoluta. O único vislumbre que podemos ter Dele é o Espaço Absoluto Abstrato. O conceito de Parabrahman é idêntico ao Ain Soph da cabala e ao Wu Ji e Tao do Taoismo. Já Brahman associa-se ao conceito de Tai Ji. 
Importante observar que Parabrahman não é o Deus criador das religiões monoteístas, pois sendo Absoluto e Não-Manifestado não pode criar. Para Blavatsky, o deus "criador" é um coletivo de seres intra-cósmicos (os Dhyan-Chohans), emanados de Parabrahman, e que são Inteligências que ordenam o cosmo.
Parabrahman está intimamente conectado a Mulaprakriti, a Substância Primordial. Ambos são coeternos, sendo Mulaprakriti a raiz e substrato de toda a matéria em suas diversas formas, e Parabrahman, a Ideação Cósmica, a raiz de toda a consciência individual. Durante o período de inatividade (Mahapralaya), Parabrahman permanece inativo e latente, unido ao seu véu Mulaprakriti por meio de Fohat.
Segundo os vedantinos, Parabrahman pode ser entendido como a lei periódica e eterna a qual causa uma força ativa e criativa ser emanada a cada início de um novo ciclo de existência da vida cósmica (Mahamanvantara). 